# Betty Compson
Betty Compson (właśc. Eleanor Luicime Compson; ur. 19 marca 1897 w Beaver, zm. 18 kwietnia 1974 w Glendale) – amerykańska aktorka filmowa, nominowana do Oscara za pierwszoplanową rolę w filmie The Barker (1928).

## Wybrana filmografia
- 1923: Hollywood
- 1928: The Barker